# James Halsell
James Donald Halsell (ur. 29 września 1956 w West Monroe w stanie Luizjana) – amerykański lotnik wojskowy i astronauta.

## Życiorys
W 1974 ukończył szkołę w West Monroe, w 1978 inżynierię na United States Air Force Academy w Dayton, w 1983 zarządzanie na Troy University w Alabamie, a w 1985 studia z operacji kosmicznych w Air Force Institute of Technology. Jako pilot myśliwca służył m.in. w Nellis Air Force Base w Las Vegas i w Moody Air Force Base w Valdosta. W 1986 ukończył z wyróżnieniem szkołę pilotów doświadczalnych w Edwards Air Force Base w Kalifornii. 17 stycznia 1990 został wyselekcjonowany przez NASA jako kandydat na astronautę, w lipcu 1991 ukończył przygotowawcze szkolenie astronautyczne. Od 8 do 23 lipca 1994 był pilotem misji STS-65 trwającej 14 dni, 17 godzin i 55 minut. Od 12 do 20 listopada 1995 również jako pilot uczestniczył w misji STS-74 na rosyjską stację kosmiczną Mir trwającej 8 dni, 4 godziny i 30 minut. Od 4 do 8 kwietnia 1997 dowodził misją STS-83 trwającą 3 dni, 23 godziny i 12 minut. Od 1 do 17 lipca 1997 był dowódcą misji STS-94 trwającej 15 dni, 16 godzin i 44 minuty. Od lutego do sierpnia 1998 pracował jako dyrektor operacji NASA w Centrum Wyszkolenia Kosmonautów im. J. Gagarina w Gwiezdnym Miasteczku w Rosji. Od 19 do 29 maja 2000 dowodził misją STS-101, trwającą 9 dni, 20 godzin i 9 minut. Łącznie spędził w kosmosie 52 dni, 10 godzin i 30 minut. Od lipca 2000 do stycznia 2003 był menadżerem w Centrum Kosmicznym im. Johna F. Kennedy’ego na Florydzie.
W lipcu 2004 odszedł z sił powietrznych, a w listopadzie 2006 opuścił NASA.